# Santa Coloma (Andorra)
Santa Coloma (IPA: [ˈsantə kuˈɫomə]), ook Santa Coloma d'Andorra ter onderscheiding van gelijknamige plaatsen, is een dorp op het grondgebied van de Andorrese hoofdstad Andorra la Vella en telt 2994 inwoners (2009). Het dorp ligt aan de Valirarivier op twee kilometer ten zuidwesten van het stadscentrum. Tot Santa Coloma behoort ook het gehucht La Margineda tegen de grens met Sant Julià de Lòria.
In Santa Coloma bevindt zich de zetel van de aartspriester van Andorra en zijn enkele landelijke christelijke organisaties gevestigd. Het dorp viert festa major op de voorlaatste zondag van augustus.

## Geschiedenis
Graaf Borrell II van Barcelona ruilde Santa Coloma in de tiende eeuw in tegen gebieden in Alt Urgell en Cerdanya, bezittingen van de bisschop van Urgell.

## Bezienswaardigheden

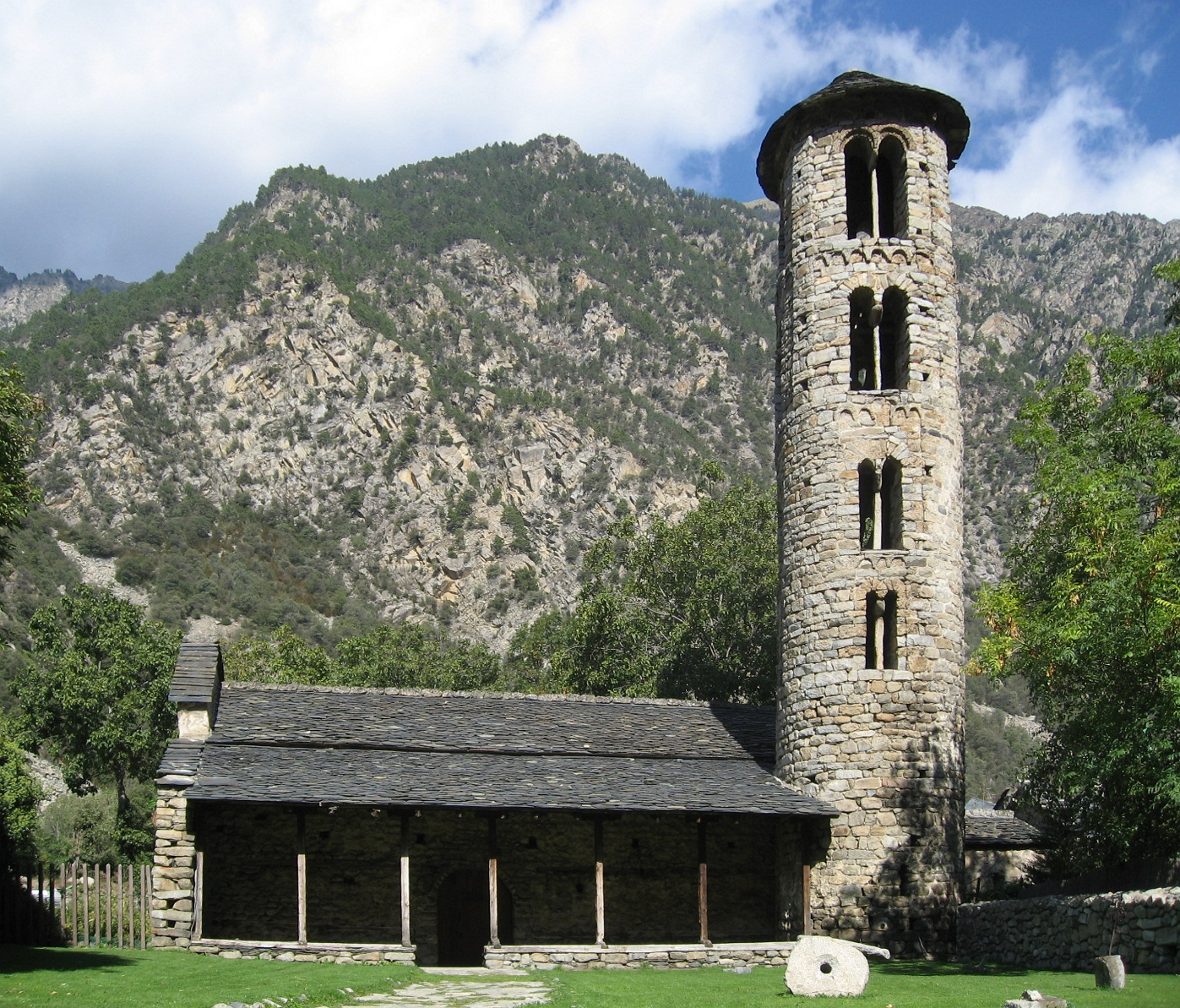
De Sint-Columbakerk

- De middeleeuwse Pont de la Margineda in La Margineda
- De Sint-Columbakerk (església de Santa Coloma) werd in 1999 genomineerd voor de UNESCO-Werelderfgoedlijst.
- De Sint-Vincentiuskerk (església de Sant Vicenç de Santa Coloma) aan de voet van de Bony de la Pica (1405 m) torent hoog boven het dorpje uit.

## Sport
Voetbalclub FC Santa Coloma is een van de beste teams van het land en werd reeds verscheidene malen kampioen in de Lliga de Primera Divisió, de hoogste voetbalklasse, laatst nog in 2010 en 2011. Ook UE Santa Coloma speelt in de eerste klasse, nadat het in 2008 promoveerde vanuit de Lliga de Segona Divisió. Penya Encarnada d'Andorra speelt in de Lliga de Segona Divisió, Andorra's tweede klasse.
Andorra la Vella · La Comella · La Margineda · Santa Coloma